# Бранково
Бранково (словен. Brankovo) — поселення в общині Велике Лаще, Осреднєсловенський регіон, Словенія. 
Висота над рівнем моря: 528,4 м.